# Cathédrale de Noli
La cathédrale de Noli est une église catholique romaine de Noli, en Italie. Il s'agit d'une cocathédrale du diocèse de Savone-Noli.